# Inteligencja skrystalizowana
Uzasadnienie:  Artykuł zawiera bardzo niewiele informacji trudnych do zrozumienia bez odwołania się do artykułu Inteligencja płynna. Za integracją przemawia również fakt, że w obcojęzycznych Wikipediach pojęcia te opisane są w jednym artykule: przykładowy link.
Inteligencja skrystalizowana – aspekt inteligencji dopełniający pojęcie inteligencji płynnej z hierarchicznej teorii inteligencji Raymonda Cattella opublikowanej w 1971 roku. Ten rodzaj inteligencji związany jest z wyuczalnym doświadczeniem i umiejętnościami jednostki i nakłada się na inteligencję płynną. Ten typ inteligencji badany jest za pomocą testów bazujących na umiejętnościach werbalnych, słownikowych, liczbowych i innych tego typu materiałach konkretnych. Przykładami takich testów są testy baterii WAIS, oraz APIS.
Ze względu na empiryczny charakter tego rodzaju zdolności umysłowych bardzo duży wpływ na nie ma aspekt kulturowy i cywilizacyjny. W odróżnieniu od inteligencji płynnej, inteligencja skrystalizowana ulega zmianom także po osiągnięciu wieku dojrzałości, kumulując się przez całe życie człowieka.
Na pojęcie inteligencji ogólnej składają się oba te czynniki - inteligencja płynna i skrystalizowana. Korelują ze sobą pozytywnie ujawniając się w procesie myślenia abstrakcyjnego, w zdolności rozwiązywania problemów i możliwości nabywania nowych zdolności uczenia się